# HOXB7
HOXB7 (англ. homeobox protein Hox-B7) — белок, ядерный фактор транскрипции. Ген HOXB7 входит в семейство гомеозисных генов класса B.

## Функции
Фактор транскрипции, связывающийся со специфической нуклеотидной последовательностью ДНК, является компонентом системы регуляции развития, которая обеспечивает специфическую позиционную идентификацию клеток в продольной оси тела. Играет роль в клеточной пролиферации и дифференцировке.

## Структура
Белок состоит из 217 аминокислот, молекулярная масса — 24,0 кДа. Локализуется в ядре клетки. 
HOXB7 взаимодействует с факторами транскрипции PBX1 и CREBBP.

## В патологии
Повышенный уровень экспрессии белка связан с развитием некоторых типов меланомы и карциномы яичников.